# Kipphebel

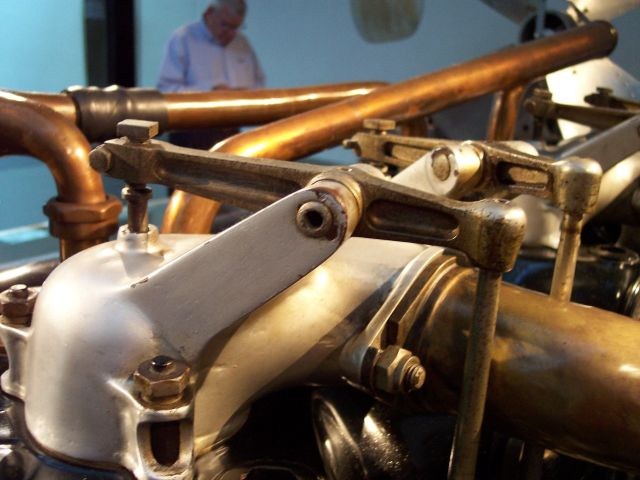
Kipphebel an einem Luftschiffmotor, rechts die Stoßstange, die von der Nockenwelle bewegt wird

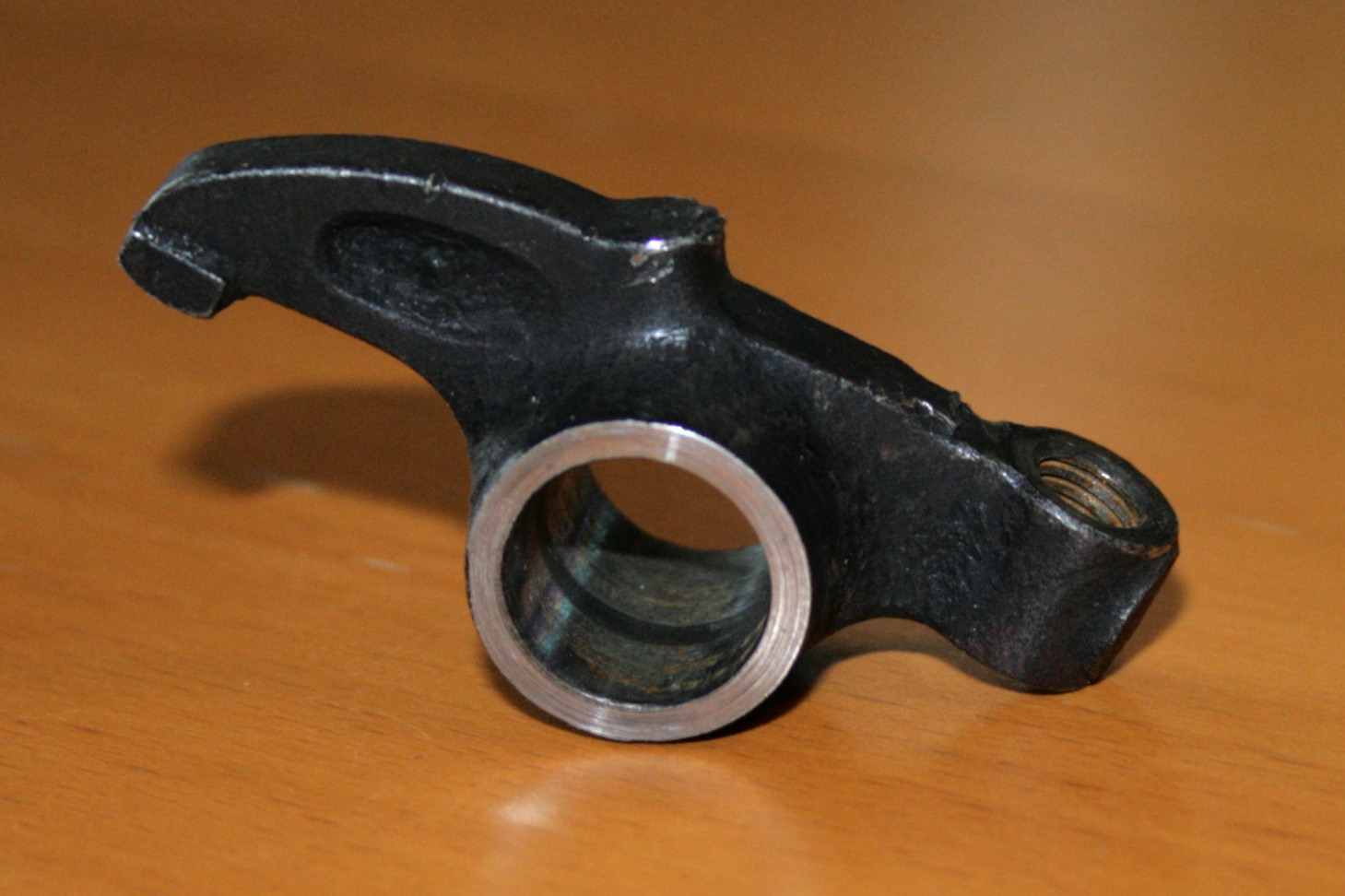
Kipphebel eines Kraftfahrzeugmotors, rechts das Gewinde für die Einstellschraube

Ein Kipphebel dient dazu, die Richtung einer Kraft zu ändern.
In Verbrennungsmotoren wird er verwendet, um Kurvenbewegungen eines Nocken von der Nockenwelle auf die Einlass- oder Auslass-Ventile zu übertragen. Kipphebel sind als zweiseitige Hebel ausgeführt, ihr Drehpunkt liegt zwischen den beiden Auflageflächen. Einseitige Hebel zur Ventilsteuerung, bei denen sich beide Auflageflächen auf derselben Seite neben dem Drehpunkt befinden, werden Schlepphebel genannt. Ein Ende des Kipphebels wird durch die auflaufende Nockenbahn direkt oder über eine Stoßstange betätigt, das andere Ende überträgt die Kraft auf das Ventil und drückt es auf. Bei der am häufigsten verwendeten Bauform schiebt das durch die Ventilfeder schließende Ventil den Kipphebel in seine Ausgangslage zurück, sobald der Nocken abläuft. Wenige Konstruktionen verwenden eine eigene Feder, um den Kipphebel in seine Ausgangslage zurückzustellen.
Um das Ventilspiel einstellen zu können, ist an vielen Kipphebeln eine Einstellschraube vorhanden. Diese ist ein Gewindestift und auf der Seite, die von der Stoßstange betätigt wird, eingeschraubt. Um eine Verstellung während des Motorlaufes zu verhindern, ist der Gewindestift mit einer Kontermutter gesichert. Das untere Ende der Einstellschraube ist kugelig ausgeführt und greift in das Gegenstück der Stoßstange ein. Statt einer Einstellschraube kann auch ein automatisches Ausgleichselement vorhanden sein. Diese hydraulischen oder mechanischen Elemente minimieren zwar den Wartungsaufwand, allerdings wird der Kipphebel – die oszillierende Masse – auch wesentlich schwerer. Deshalb wird das hydraulische Ausgleichselement meist ruhend angeordnet und verschiebt den Drehpunkt des Kipphebels, ähnlich wie bei Motoren mit obenliegender Nockenwelle. Wird die Kippachse, der Drehpunkt, verschoben oder nach Art eines Exzenters verdreht, ändert sich die relative Höhe des Kipphebels zum Ventil. Ein Verschieben bzw. Verdrehen der Kippachse in Längsrichtung des Kipphebels verändert die Hebelübersetzung um einen geringen Betrag und damit auch den Ventilhub.
Bei historischen gegenläufigen Zweitaktmotoren mit einer Kurbelwelle übertrugen Kipphebel die Kraft von der Kurbelwelle und den Primärpleueln über Sekundärpleuel auf die Kolben.